# Gota (cidade)
Gota (em alemão: Gotha) é uma cidade da Alemanha capital do distrito de Gota, estado da Turíngia.

## História
A cidade existe desde o século VIII pelo menos, quando seu nome foi mencionado num documento assinado por Carlos Magno, no qual aparece como Villa Gothaha ("Boas Águas"). Sua importância vem do fato de ter sido escolhida em 1640 como a capital do ducado de Saxe-Gota. No século XVIII, a estada prolongada do filósofo francês Voltaire tornou essa numa das principais cortes do Iluminismo na Alemanha. De 1826 a 1918, Gota era uma das duas capitais de Saxe-Coburgo-Gota.
Gota tem tido um importante papel no movimento trabalhista alemão: o Partido Socialista Alemão (SPD) foi aí fundado em 1875, pela união de duas importantes organizações: o Partido Democrata-Social dos Trabalhadores, liderado por August Bebel e Wilhelm Liebknecht, e a Associação Geral dos Trabalhadores Alemães, fundado por Ferdinand Lassalle. O projeto ficou conhecido como o Programa Gota e foi duramente criticado por Karl Marx. 
Gota tem sido também um pólo editorial. A firma de Justus Perthes (agora chamada Hermann Haack) começou em 1763 a publicação do Almanaque de Gota, que versava sobre as nobiliarquias europeias. 
De 1949 a 1990 a cidade de Gota pertenceu à República Democrática da Alemanha.

## Turismo
A principal atração municipal é o Castelo de Friedenstein, antigo palácio ducal, construído entre 1643 a 1655. A imponente estrutura retangular, com baixas torres quadradas nos cantos, é tida como o castelo alemão mais antigo em estilo barroco. O museu do palácio abriga valiosas coleções de arte e artefatos culturais. O palácio também mantém o Museu Regional de História, e o Teatro Ekhof, o teatro em estilo barroco mais antigo do mundo ainda em atividade.
Outras atracções são:
- Castelo de Friedrichsthal, palácio setecentista em estilo barroco.
- Prefeitura, construída entre 1567 e 1577 em estilo renascentista, notável pela fachada da ala norte ricamente decorada.
- Mercado público (Hauptmarkt), rodeado por antigas casas em estilo barroco restauradas.
- Igreja augustina, construída no século XIII em estilo gótico, com antiga abadia.
- Igreja de Santa Margarida (Margarethenkirche), de fins do século XV.
- Freakstock, o festival anual de música cristã.